# Interton Video Computer 4000
Interton Video Computer 4000 (abreviado oficialmente como Interton VC 4000) es una de las primeras consolas de videojuegos domésticas de segunda generación basadas en cartuchos de 8 bits que se lanzó en Alemania, Inglaterra, Francia, España, Austria, los Países Bajos y Australia en 1978. por el fabricante alemán de audífonos Interton. La consola es bastante oscura fuera de Alemania, pero se pueden encontrar muchos sistemas compatibles con software en numerosos países europeos (ver versiones del 1292 Advanced Programmable Video System). La consola es la sucesora de Interton Video 3001 y se vendió por 298 marcos alemanes y se descontinuó en 1983.
Se desconoce si Interton diseñó y produjo el Interton VC 4000 con sus propios derechos, o si se les vendieron los derechos para diseñarlo y producirlo. Esto se debe a que muchas otras marcas extranjeras han producido "clones" de este sistema en los años anteriores.
La potencia del Interton VC 4000 proviene de una CPU Signetics 2650 (que es la misma que una Arcadia 2001) y un controlador de juegos Signetics 2636. Ambos controladores contienen un teclado de 12 botones, dos botones de disparo y un joystick. Dentro del panel de control del sistema, hay cuatro botones diferentes. El interruptor de ON/OFF, RESET, SELECT y START.

## Versiones publicadas
La consola fue producida por diferentes compañías y vendida con diferentes nombres. No todas las consolas son compatibles con otras debido a las diferencias en las formas y dimensiones de las ranuras de los cartuchos, pero todos los sistemas son compatibles con el software. En el artículo sobre el 1292 Advanced Programmable Video System, hay una tabla con todas las consolas compatibles con software agrupadas por familia de compatibilidad (debido a las ranuras).

## Especificaciones técnicas
- CPU: Signetics 2650A a 0.887 MHz
- Controlador de video: Signetics 2636
- Memoria de datos: 37 bytes

## Lista de juegos
Los juegos para el Interton VC 4000 se lanzaron en cartuchos ROM conocidos como casetes que se vendían por 40-50 marcos alemanes cada uno.
1. Cassette - Car Races
2. Cassette - Blackjack
3. Cassette - Paddle Games
4. Cassette - Tank Battle
5. Cassette - Mathematics I
6. Cassette - Mathematics II
7. Cassette - Air/Sea Battle
8. Cassette - Memory/Flag Capture
9. Cassette - Intelligence I
10. Cassette - Winter Sports
11. Cassette - Hippodrome
12. Cassette - Hunting
13. Cassette - Chess
14. Cassette - Motocross
15. Cassette - Intelligence II
16. Cassette - Intelligence III
17. Cassette - Circus
18. Cassette - Boxing Match
19. Cassette - Outer Space Combat
20. Cassette - Melody/Simon
21. Cassette - Intelligence IV/Reversi
22. Cassette - Chess II
23. Cassette - Pinball
24. Cassette - Soccer
25. Cassette - Bowling/Ninepins
26. Cassette - Draughts
27. Cassette - Golf
28. Cassette - Cockpit
29. Cassette - Metropolis/Hangman
30. Cassette - Solitaire
31. Cassette - Casino
32. Cassette - Invaders
33. Cassette - Super Invaders
34. Cassette - Space Laser (Inédito)
35. Cassette - Rodeo (Inédito)
36. Cassette - Backgammon
37. Cassette - Monster Man
38. Cassette - Hyperspace
39. Cassette - Basketball (Inédito)
40. Cassette - Super-Space